# Բ
Das Ben (Բ und բ) ist der zweite Buchstabe des armenischen Alphabets. Der Buchstabe stellt den Laut [⁠b⁠] (westarmenisch: [pʰ]) dar und wird im Deutschen mit dem Buchstaben B (westarmenisch: P) transkribiert.

Es ist dem Zahlenwert 2 zugeordnet.  

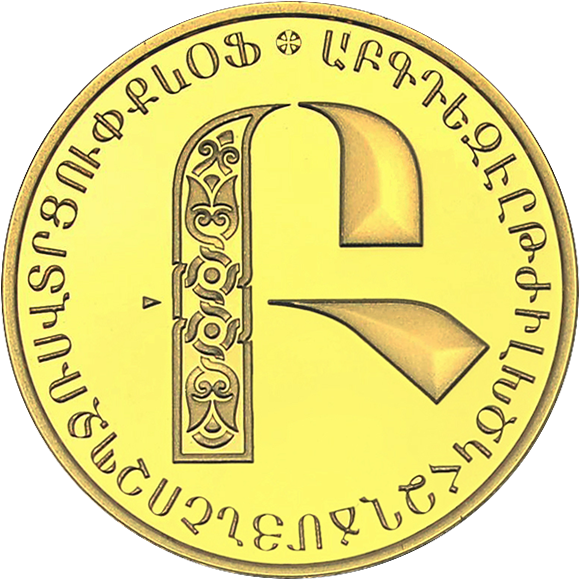
Gedenkmünze Armeniens aus dem Jahr 2013 aus der Serie Armenisches Alphabet, 5000 Dram, Gold.

## Zeichenkodierung
Das Ben ist in Unicode an den Codepunkten U+0532 (Großbuchstabe) bzw. U+0562 (Kleinbuchstabe) zu finden.